# Isidora Konstancie Roudnická z Březnice
Isidora Konstancie Roudnická z Březnice (rodným jménem Lukrécie; asi 1670 – 13. listopadu 1731 Praha) byla česká benediktinka, která v letech 1722–1731 působila jako představená kláštera svatého Jiří na Pražském hradě. Z titulu své funkce užívala čestný titul kněžna. Byla poslední svatojiřskou abatyší, která asistovala při korunovaci české královny.

## Život
Lukrécie Konstancie Roudnická z Březnice vstoupila do kláštera sv. Jiří ve 22 letech. Při obláčce přijala řeholní jméno Isidora. V roce 1695 složila řeholní sliby a 1. května 1702 přijala od pražského světícího biskupa Víta Seipela černý závoj na znamení svého zasvěcení Kristu.
Isidora měla nejprve na starosti klášterní kuchyni a posléze 13 let zastávala úřad sekretářky. V roce 1719 se stala podpřevorkou, roku 1720 převorkou a 26. srpna 1722 byla zvolena abatyší. Do úřadu byla slavnostně uvedena 15. listopadu 1722, kdy byla korunována klášterní knížecí korunou. V červenci 1723 v klášteře uvítala císaře Karla VI. a jeho manželku Alžbětu Kristýnu, kterou pak 8. září korunovala ve svatovítské katedrále. Její korunovační úlohu připomíná jak její náhrobek, tak oficiální portrét od malíře Františka Antonína Müllera. Zemřela 13. listopadu 1731, asi ve věku 61 let.

## Pamětní záznamy
Asi již v době, kdy působila jako klášterní sekretářka, začala do pamětní knihy kláštera doplňovat katalog členek konventu, jehož první vrstva vznikla krátce po roce 1660, ale dlouhá léta nebyl aktualizován. V připisování českých záznamů pokračovala až do konce života a po její smrti ve vedení knihy pokračovaly další řeholnice.
V samostatném sešitu pak zaznamenala své zážitky z korunovačního roku 1723. Abatyše o sobě píše ve třetí osobě jako o kněžně, její autorství tak vedle bezprostřednosti obsahu jednoznačně dosvědčuje pouze její písmo. Osobně laděné německy psané dílko dovedla pouze do okamžiku, kdy císařovně položila na hlavu svatováclavskou korunu. Cílem nedokončeného spisku nebylo pouhé zachování paměti na slavné okamžiky kláštera, ale také poučení pro budoucí abatyše, které měla potkat stejná pocta.